# Catedral basílica de la Asunción de la Virgen María (Pinsk)
La Catedral Basílica de la Asunción de la Virgen María  o simplemente Catedral de Pinsk (en bielorruso: Кафедральны касцёл Унебаўзяцця Найсвяцейшай Дзевы Марыі) es un templo católico de estilo barroco del siglo XVIII en Pinsk, una localidad del país europeo de Bielorrusia. Pertenece a la diócesis de Pinsk.
La iglesia y el monasterio franciscano contiguo son edificios barrocos, construidos entre los años 1712 y 1730 en el sitio de edificios de madera similares financiados en 1396 por el Príncipe de Pinsk, Segismundo I Kęstutaitis. El monasterio fue cerrado en 1852, mientras que la iglesia se convirtió en una parroquia y en 1925 se convirtió en la catedral católica de la diócesis de Pinsk.
La catedral es una estructura de tres naves y capillas y un coro semicircular, cubierto con un techo alto. En la intersección de la nave con el coro se encuentra la torre con una cúpula barroca. Los pasillos son muy estrechos y mucho menores en altura que en el centro. La fachada está ricamente decorada y asumió su forma actual en 1766. Es un poco más grande que el cuerpo del edificio y se estructura en tres niveles, flanqueada por dos torres cuadradas cubiertas con cúpulas barrocas.

## Véase también

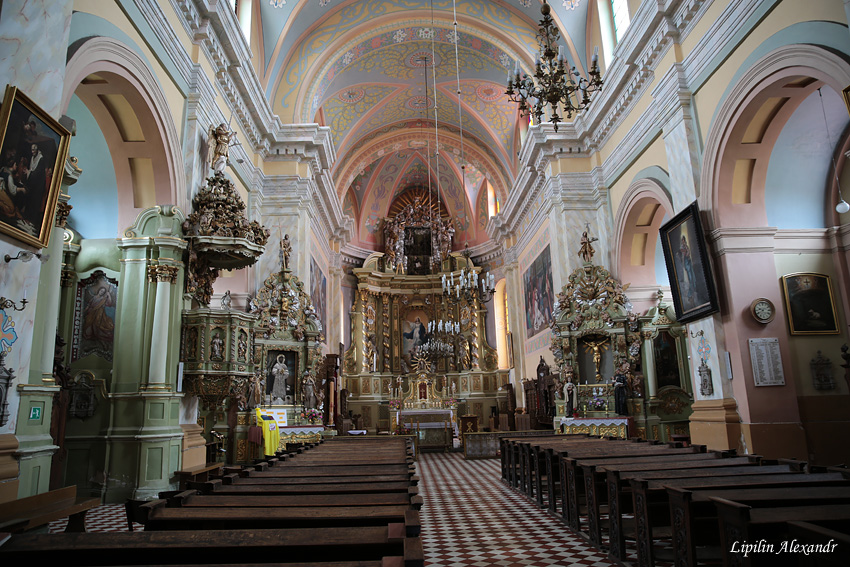
Vista interna